# 洛斯米納河

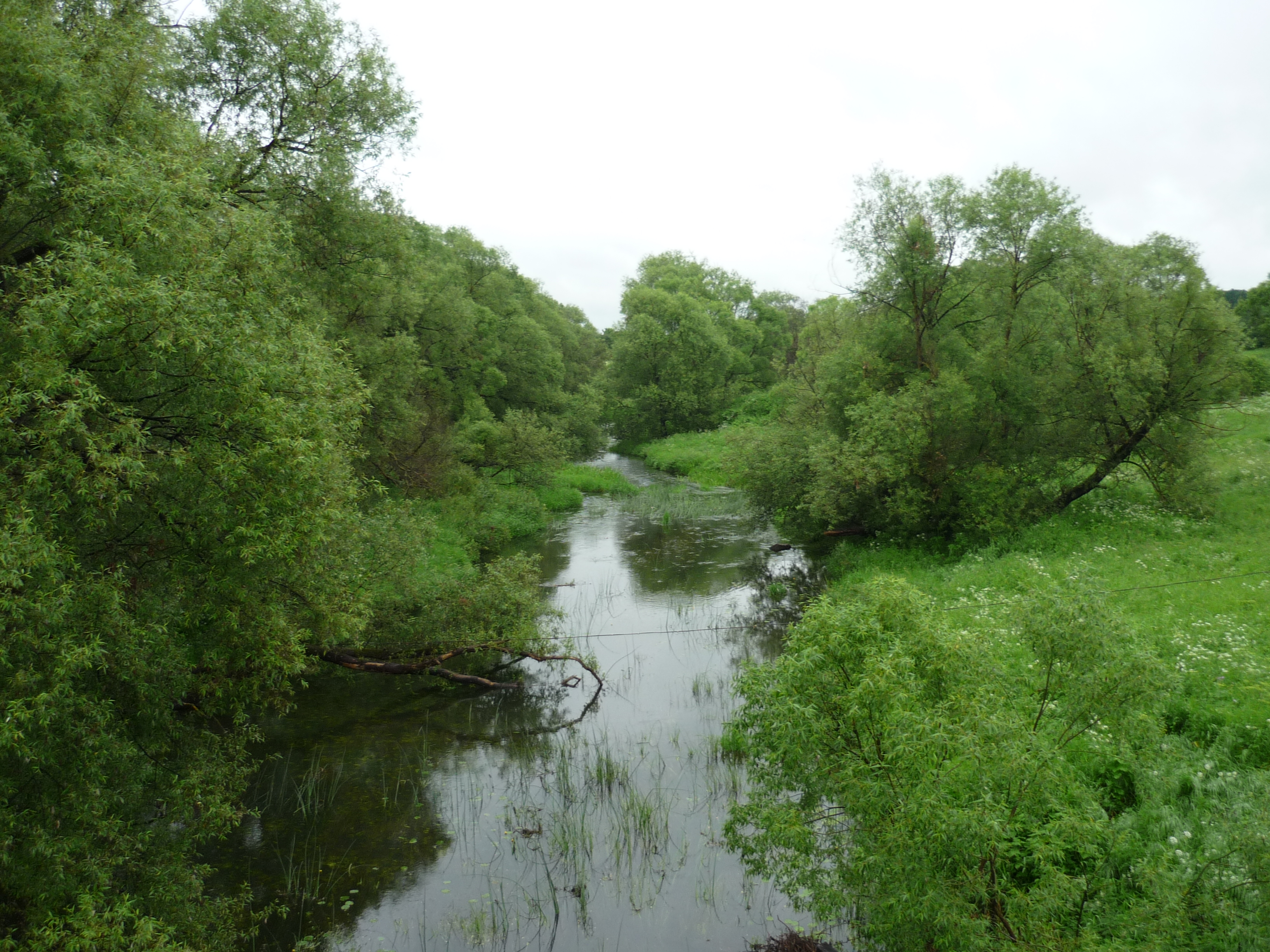

洛斯米納河（俄语：Лосмина），是俄羅斯的河流，位於該國西部斯摩棱斯克州，屬於瓦祖扎河的左支流，河道全長49公里，流域面積421平方公里，河畔城鎮有瑟喬夫卡。